# 푸른 눈덩이 성운
푸른 눈덩이 성운(Blue Snowball Nebula)으로 알려진 NGC 7662는 안드로메다자리로 약 1,600 광년 떨어진(거리=추정) 행성상 성운이다. 이 성운의 중앙에는 별이 있는데, 이 폭발의 중심점이다. 밝기는 약 +14등급이다. 색은 파란색으로, 백색 왜성에 속한다. 그리고, 이 성운의 밝기는 +8.6 등급으로, 소형 망원경으로도 관측할 수 있다.

## 같이 보기
- NGC 3242
- 신판일반목록 천체 목록